# Polyipnus matsubarai
Polyipnus matsubarai är en fiskart som beskrevs av Schultz, 1961. Polyipnus matsubarai ingår i släktet Polyipnus och familjen pärlemorfiskar. Inga underarter finns listade i Catalogue of Life.